# オレキシン
オレキシン (orexin) は、1998年に発見された神経ペプチド。「食欲」を意味するギリシャ語「orexis」から、櫻井武ら研究グループが命名した。オレキシンAとオレキシンBがあり、Gタンパク質共役受容体であるオレキシン1受容体 (OX1R) とオレキシン2受容体 (OX2R) に作用する。
ヒポクレチン (hypocretin) とも称する。視床下部外側野に存在する神経細胞が産生するオレキシンは、食欲や報酬系に関わるほか、睡眠や覚醒を制御することが知られている。オレキシンを産生する神経細胞が消滅すると、睡眠障害のナルコレプシー(オレキシン欠乏症候群)を起因する。
オレキシンは、覚醒 (arousal)、覚醒 (wakefulness)、食欲を制御していることで知られる。ナルコレプシーのタイプ1型は筋緊張の短期消失 (cataplexy) を示すが、オレキシン生産細胞の破壊によるオレキシンの不足に起因する。
ヒトの脳は、オレキシンを生産するニューロンが1 - 2万個あるのみで、おもに perifornical area と外側視床下部に分布している。そのニューロンは中枢神経系全体に広く投射しており、覚醒・食欲・そのほかの行動を制御している。オレキシンペプチドは2種類あり、オレキシン受容体も2種類ある。
オレキシンは1998年にラットの脳で2グループの研究者らにより同時に独立して発見された。ひとつのグループはギリシャ語の食欲を意味するオレキシスからオレキシンと命名した。一方で別のグループは視床下部 (hypothalamus) で生産されることから、ヒポクレチンと命名した。ヒポクレチン (HCRT) は遺伝子と翻訳因子を指すときに使われ、オレキシンはDNAから翻訳されたペプチドを指すときに使われる。ラットの脳のオレキシン系は、ヒトの脳のものとかなりの類似性を示す。

## リガンド
覚醒状態の維持に関与するオレキシンを標的として、オレキシンの作用を阻害する薬物であるオレキシン受容体拮抗薬が、いくつか開発されている。
スボレキサント
メルク・アンド・カンパニー (MSD) が開発し、日本では2014年にMSDがベルソムラの商品名で不眠症治療薬として認可を受けた。
レンボレキサント

ダリドレキサント

## その他
- DARPAの研究で、メタボリック・ドミナンスと呼ばれる「兵士が最高レベルの体調を持続しながら作戦遂行する」ためのプロジェクトがあり、この中でオレキシンをスプレー化したものを吸入することで睡眠の代わりとして使用する研究が行われた[15]。
- オレキシンは、骨代謝について、末梢と中枢神経系で相反する作用をもつ。オレキシン受容体 OXR1 および OXR2 ノックアウトマウスを用いた研究で、中枢神経系が優位であることが示唆された[16]。